# 银河战士 萨姆斯归来
《银河战士 萨姆斯归来》是一款由水银蒸气（MercurySteam）和任天堂企劃製作本部制作、任天堂发行的动作冒险类游戏。本游戏于2017年9月15日在Nintendo 3DS发行。本游戏是1991年发售的GameBoy游戏《银河战士II 萨姆斯的回归》的重制版本，保持了2D横向卷轴类的游戏形式，但将游戏内的所有内容以三维电脑模型的形式重建，并且画面可支持任天堂3DS系列机型的裸眼3D效果。在《银河战士 萨姆斯归来》中，玩家将依旧操控银河赏金猎人萨姆斯·艾仁在SR388星球上清除上面所有的外星生物——密特罗德。游戏加入了更多的动作要素以及新的射击方式。
《银河战士 萨姆斯归来》于2017年的E3游戏展上首次公布，并在2017年9月15日在全球发售；任天堂香港在繁体中文区eShop上提供了英文版。游戏在发售后获得业界不错的评价。

## 评价
| 汇总媒体   | 得分   |
| ---------- | ------ |
| Metacritic | 85/100 |

| 媒体          | 得分    |
| ------------- | ------- |
| Destructoid   | 8/10    |
| Game Informer | 9.75/10 |
| GameSpot      | 9/10    |
| IGN           | 8.5/10  |
| Nintendo Life | 10/10   |
| Polygon       | 9/10    |
| Fami通        | 32/40   |
| USgamer       | [ 11 ]  |

本游戏收到普遍较好的评价。Metacritic给予85/100的分数。
Gamescom2017獲得「最佳行動遊戲」
遊戲大獎2017獲得「最佳掌機遊戲」
E3遊戲評論家獎2017獲得「最佳行動 / 掌機遊戲」
第21屆D.I.C.E.遊戲大獎獲得「年度掌上遊戲獎」
金搖桿獎2017入圍「年度最佳任天堂平台遊戲」